# ترام دمشق
ترام دمشق شبكة مواصلات توافق على إنشاءها في العام 1889 م في مدينة دمشق بسوريا، وتم تأسيس الشركة المسؤولة عن تنفيذ مشروع الترام بتاريخ 5 ديسمبر 1904.

## تاريخ الترام
عام 1889 م تم الاتفاق بين وزير الأشغال (النافعة) في الدولة العثمانية وبين يوسف مطران على إنشاء خطوط الترام في مدينة دمشق وخطط لتمديد خط من وسط المدينة نحو المنطقة المسماة باب الله في نهاية حي الميدان وإلى جامع الشيخ محي الدين بن عربي في حي الصالحية وإلى الباب الشرقي ومسجد الأقصاب وبعد ذلك إلى دوما وبقي هذا المشروع دون تنفيذ حتى عام 1904 م.
بتاريخ 5 ديسمبر 1904 تم تأسيس شركة تحت اسم الشركة العثمانية السلطانية للتنوير الكهربائي بدمشق، ووضع مشروع شامل لخطوط الترام وعربات الترام بين مناطق وأحياء دمشق قامت بتنفيذ هذا المشروع شركة بلجيكية متخصصة برأسمال ستة ملايين فرنك وزعت على عدة آلاف من الأسهم يتضمن المشروع إضافة لإنارة دمشق بالكهرباء وبقدرات عالية لتسيير عربات الترامواي أو الترام تنفيذ ومد خطوط الترام في المدينة، وتم مد خطوط الترام بدءاً من منطقة الفردوس إلى حي الميدان وحي الصالحية وإلى مناطق المهاجرين والقصاع ودوما حسب مخطط الترام الموضوع سابقا في أحياء المدينة وتوالت فتح خطوط الترام بعد ذلك إلى دمشق القديمة وارتبطت غالبية مناطق دمشق بشبكة من سكك الترام، حيث كانت عربات الترام تجوب شوارع وأحياء المدينة.